# Hypoleria cymo
Hypoleria cymo är en fjärilsart som beskrevs av Jacob Hübner 1806. Hypoleria cymo ingår i släktet Hypoleria och familjen praktfjärilar. Inga underarter finns listade i Catalogue of Life.